# Inga schiedeana
Inga schiedeana är en ärtväxtart som beskrevs av Ernst Gottlieb von Steudel. Inga schiedeana ingår i släktet Inga och familjen ärtväxter. Inga underarter finns listade i Catalogue of Life.